# Veenkanaal (Groningen)
Het Veenkanaal in Groningen is een voormalig kanaalwaterschap in de provincie Groningen.
De taak van het schap was het onderhouden van een zijkanaal van de Haansvaart. Het kanaal lag ten zuiden van Slochteren en Hellum en lag binnen de schappen Kloosterpolder, Zandjermolenpolder, Schildjerpolder en Zandwerf. Onder het kanaal lagen vier onderleiders (één per schap).
Waterstaatkundig gezien ligt het gebied sinds 2000 binnen dat van het waterschap Hunze en Aa's.